# Mery Racauchi
Mariel Racauchi (Buenos Aires, 17 de noviembre de 1990) es una diseñadora, cantante, modelo, empresaria y ocasional actriz argentina.

## Biografía

### Primeros años e inicios
Racauchi nació en Buenos Aires, Argentina el 17 de noviembre de 1990. Desde su infancia empezó a interesarse por la música y tomó clases de guitarra y canto. Tras finalizar sus estudios secundarios, ingresó en la Escuela de Arte de la Universidad de Palermo, donde se formó en diseño de moda, maquillaje y fotografía.

### Carrera
En 2011 fundó su propia marca de moda en el sector de Palermo Soho en Buenos Aires, y sus diseños llamaron la atención de celebridades como Oriana Sabatini, Lali Espósito y Tini Stoessel, quienes lucieron algunas de sus prendas en diversos eventos. Acto seguido, Racauchi organizó un desfile en el que contó con la participación de modelos como Eva de Dominici, María del Cerro y Delfi Ferrari. La popularidad de su marca la llevó a expandir su oferta, incluyendo prendas como bolsos, chaquetas, vestidos y trajes de baño.
En 2016 se mudó a la ciudad de Nueva York, donde empezó desarrolló su carrera como modelo realizando campañas para marcas como Ray-Ban, Bvlgari y Marc Jacobs. Allí creó la línea de calzado MerybyMery y en 2018 creó junto a la modelo brasileña Sofía Resing la colección de trajes de baño Mery Playa, con la que debutó durante la Semana de la Moda de Nueva York en el mes de septiembre.
En 2019 inició su carrera musical con el lanzamiento del sencillo «AT 11:11» en colaboración con la cantante estadounidense Lily Halpern, el cual ganó popularidad al ser emitido frecuentemente por la estación iHeartRadio. En diciembre del mismo año publicó su segundo sencillo, titulado «Red String» y registró una aparición en la película Diamantes en bruto, donde compartió reparto con Adam Sandler, Julia Fox, The Weeknd y Lakeith Stanfield. En el set de grabación conoció al rapero Trinidad James, con quien grabó su siguiente sencillo, «Cookies and Cream» (nuevamente con la participación de Lily Halpern). En noviembre de 2020 estrenó su primer sencillo en español con la colaboración del cantante argentino Lautaro Rodríguez, titulado «Bad Timing».

## Discografía
| Año  | Título              | Notas                             | Discográfica    |
| ---- | ------------------- | --------------------------------- | --------------- |
| 2019 | «AT 11:11»          | Con Lily Halpern                  | DK Records      |
| 2019 | «Red String»        |                                   | Pegasus Records |
| 2020 | «Cookies and Cream» | Con Lily Halpern y Trinidad James | VIP Records     |
| 2020 | «Bad Timing»        | Con Lautaro Rodríguez             | VIP Records     |

## Filmografía

### Cine y televisión
| Año  | Título             | Notas |
| ---- | ------------------ | ----- |
| 2018 | The Village        |       |
| 2019 | Diamantes en bruto |       |